# Мир Хусейн
Мир Хусейн (1797—1826), годы правления (октябрь-декабрь 1826 года) пятый правитель из узбекской династии Мангытов Бухарского эмирата, старший сын эмира Хайдара.

## Биография

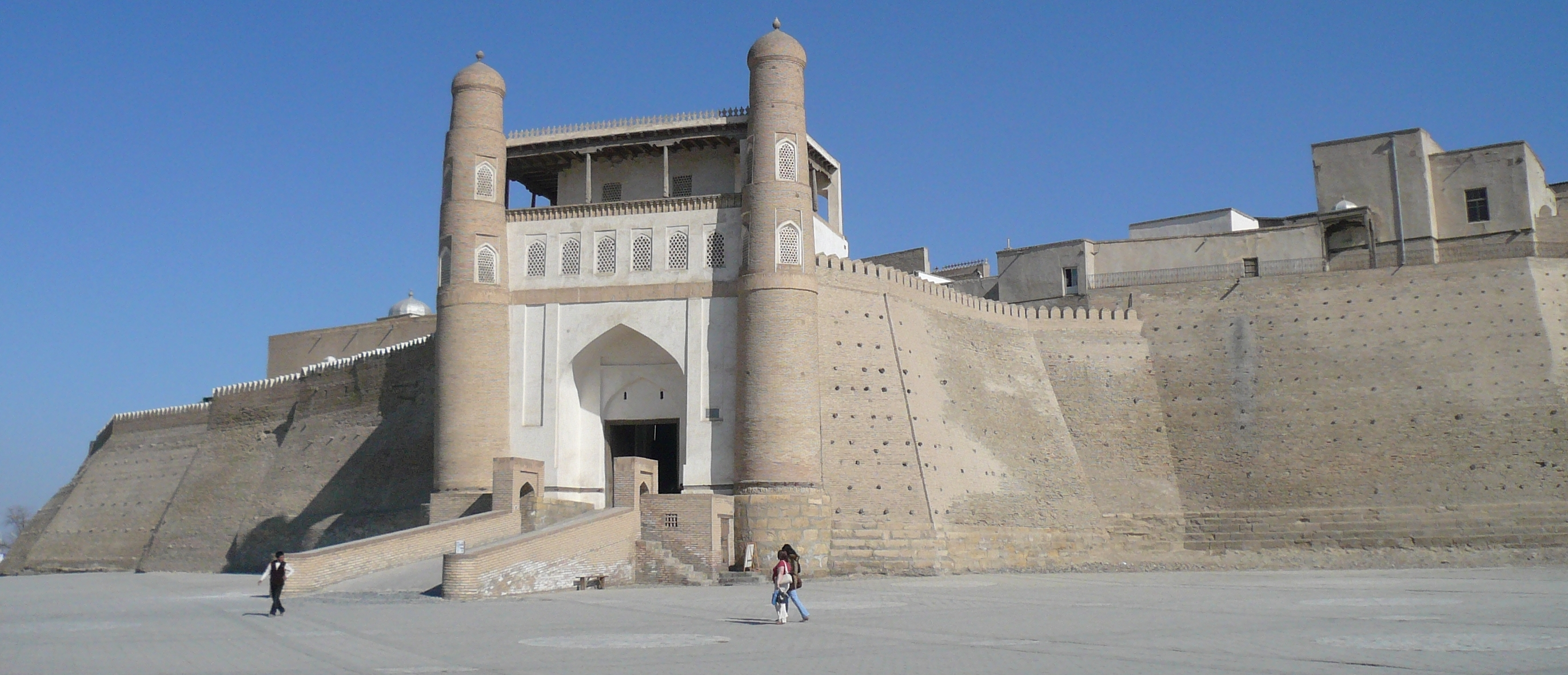
Бухара, крепость Арк (резиденция эмира)

Мир Хусейн был старшим сыном эмира Хайдара.
В 1821 году во время восстания узбекских племён и каракалпаков в Мианкале был назначен отцом хакимом Самарканда, но проявил «неспособность к управлению порученной ему областью». Несмотря на то, что Мир Хусейн сумел выдержать осаду города, но за допущенные просчёты в 1822 году он был отстранён от должности и вызван в Бухару.
После смерти отца Мир Хусейн был объявлен эмиром. В Бухаре был проведен традиционный обряд коронации — поднятия на белой кошме.

## Внутренняя политика
При кратковременном правлении Мир Хусейна большое влияние имел Хаким кушбеги из мангытов.
В начале XIX века в состав Бухарского эмирата, помимо долины Зеравшана, Кашка-Дарьи, входила также вся восточная область современной Туркмении, значительная часть современного Афганского Туркестана, а также ряд районов нынешнего Таджикистана, в том числе Гиссар, временами также Ходжент, Ура-тюбе, Пенджикент, Ургут и некоторые горные владения в верховьях Зерафшанa.
Мир Хусейн правил всего лишь два месяца и четырнадцать дней. По признанию Ахмад Дониша «этот эмир достиг чрезвычайных совершенств и достоинств, он овладел всеми науками, в том числе и иноземными. Он знал стихосложение, медицину, алхимию и гадание».

## Смерть
Мир Хусейн процарствовал всего лишь два месяца и четырнадцать дней (октябрь-декабрь 1826 года). По некоторым данным он был отравлен Хакимом кушбеги.
Накануне смерти он оставил престол своему брату, второму сыну Хайдара Мир Умару (декабрь 1826 — апрель 1827 гг.).